# Синдром на Гертсман
Синдромът на Гертсман е неврологично разстройство, което се характеризира с ред симптоми, които предполагат наличието на лезия в определена зона на мозъка. (Не трябва да се бърка със Синдрома на Гертсман-Щроуслер-Шейнкер, който е атипична вирусна инфекция на централната нервна система). Синдромът получава името си от австрийския лекар и невролог Йозеф Гертсман.

## Основни симптоми
Синдромът на Гертсман се характеризира с 4 основни симптома:
1. Дисграфия/аграфия: нарушения в способността за писане[1][2]
2. Дискалкулия/акалкулия: затруднения в научаването или разбирането на аритметичните действия[1][2]
3. Пръстова агнозия: невъзможност за различаване на пръстите на ръката[1][2]
4. Ляво-дясна дезоориентация[1][2]

## Причини
Това разстройство често се асоциира с лезии в мозъка в доминантната (обикновено лява) хемисфера, включително в гънките на мозъчната кора ъглова гънка (gyrus angularis) и надкраева гънка (gyrus supramarginalis) близо до темпоралния лоб и париеталния лоб. В научната литература има доста дебати за това дали Синдрома на Гертсман действително представлява единен, теоретично мотивиран синдром. Това е поставяно под съмнение от невролозите и невропсихолозите. Ъгловата гънка основно отговаря за преработката на визуалните образи на буквите и думите в смислена информация, както се прави по време на четене.